# Ishaaq bin Ahmed
Pour les articles homonymes, voir Ahmed.
 (janvier 2022).
La mise en forme du texte ne suit pas les recommandations de Wikipédia : il faut le « wikifier ».
Les points d'amélioration suivants sont les cas les plus fréquents. Le détail des points à revoir est peut-être précisé sur la page de discussion.
- Les titres sont pré-formatés par le logiciel. Ils ne sont ni en capitales, ni en gras.
- Le texte ne doit pas être écrit en capitales (les noms de famille non plus), ni en gras, ni en italique, ni en « petit »…
- Le gras n'est utilisé que pour surligner le titre de l'article dans l'introduction, une seule fois.
- L'italique est rarement utilisé : mots en langue étrangère, titres d'œuvres, noms de bateaux, etc.
- Les citations ne sont pas en italique mais en corps de texte normal. Elles sont entourées par des guillemets français : « et ».
- Les listes à puces sont à éviter, des paragraphes rédigés étant largement préférés. Les tableaux sont à réserver à la présentation de données structurées (résultats, etc.).
- Les appels de note de bas de page (petits chiffres en exposant, introduits par l'outil «  Source ») sont à placer entre la fin de phrase et le point final[comme ça].
- Les liens internes (vers d'autres articles de Wikipédia) sont à choisir avec parcimonie. Créez des liens vers des articles approfondissant le sujet. Les termes génériques sans rapport avec le sujet sont à éviter, ainsi que les répétitions de liens vers un même terme.
- Les liens externes sont à placer uniquement dans une section « Liens externes », à la fin de l'article. Ces liens sont à choisir avec parcimonie suivant les règles définies. Si un lien sert de source à l'article, son insertion dans le texte est à faire par les notes de bas de page.
- La présentation des références doit suivre les conventions bibliographiques. Il est recommandé d'utiliser les modèles {{Ouvrage}}, {{Chapitre}}, {{Article}}, {{Lien web}} et/ou {{Bibliographie}}. Le mode d'édition visuel peut mettre en forme automatiquement les références.
- Insérer une infobox (cadre d'informations à droite) n'est pas obligatoire pour parachever la mise en page.

Pour une aide détaillée, merci de consulter Aide:Wikification.
Si vous pensez que ces points ont été résolus, vous pouvez retirer ce bandeau et améliorer la mise en forme d'un autre article.
 (janvier 2022).
Le contenu est difficilement compréhensible vu les erreurs de traduction, qui sont peut-être dues à l'utilisation d'un logiciel de traduction automatique.
 (janvier 2022).
Ishaaq bin Ahmed bin Muhammad al-Hashimi, plus connu sous le nom Cheikh Ishaaq ou Cheikh Isaaq (en arabe : الشيخ إسحاق بن أحمد بن محمد الهاشمي , en somali : Sheekh Isxaaq) est un cheikh et érudit arabe islamique.
Originaire de la Corne de l'Afrique, il est l'ancêtre de la famille Isaaq. Il aurait voyagé de la péninsule arabique jusqu'au Somaliland au XIIe ou au XIIIe siècle, où il est d'ailleurs supposé se marier dans le clan Dir. On dit qu'il se serait installé dans ce qui est aujourd'hui le district d'Eravigo, et qu'il aurait établie sa capitale à Maydh. L'histoire autour de Sheikh Ishaaq a joué un rôle important dans l'établissement et le renforcement de l'identité Arabe et musulmane du clan Isaaq.

## Biographie
Les textes hagiographiques du clan Isaaq décrivent comment le cheikh Isaaq a d'abord voyagé à travers l'Arabie, avant de naviguer vers l'ancien port de Zeila et de continuer ses voyages dans quelques régions d’Éthiopie avant de finalement arrivée à Maydh.  
Il aurait voyagé en compagnie d'une femme Harari appelée Xiis Xaniifa, la fille d’un émir Harari, avec des descendants appartenant respectivement aux branches Habar Magaadle ou Habar Habusheed.  

### Jeunesse
Après le décès du grand-père de Sheikh Isaaq, il entame une série de migrations afin d'étudier plus profondément et de prêcher l'Islam. Il commence par La Mecque, puis il se tend en Égypte, en Érythrée et enfin au Zeila.
Il s’est ensuite rendu à Yaba où il s’est marié et a eu un fils, Yusuf, qui est l’ancêtre du clan Al Yusuf basé dans les régions de Yaba et Ma’rib.     

### Arrivée dans la corne d'Afrique
Sheikh Ishaaq poursuit son voyage et émigre à Zeila, au Somaliland et à Harar en Éthiopie. Après avoir étudié et fait du prosélytisme à Harar, à 60 ans, il s'installe définitivement dans la ville côtière de Maydh, où il convertit des peuples à l'Islam. La-bas, il a deux femmes : une du clan Magaadle Dir appelée Magaado, et une femme Harari appelée Xiis Xaniifa, la fille d'un émir Harari. Il engendre 8 fils qui seront les descendants dans le clan.
Il meurt à Maydh.[réf. nécessaire]

### Mort
Il meurt à Maydh.

## Postérité
La plupart des islamologues arabes sont d'accord en ce qui concerne la lignée présumée du Cheikh Ishaaq, faisant remonter sa lignée à Ali bin Abi Talib, le cousin et gendre du prophète islamique Muhammad. Cependant, selon Ioan Lewis, la longue généalogie à travers laquelle les membres du clan Isaaq retracent leur lignée, étant donné la prépondérance des noms appartenant à l'Arabie islamique primitive (c'est-à-dire à l'époque du prophète Mahomet) plutôt qu'à la culture somalienne-arabe médiévale, est très peu susceptible d'être authentique.Ioan Lewis explique en outre que la généalogie est apparemment «arabisée» dans le but de renforcer le prestige des Isaaq parmi les nombreux groupes ethniques de la Somalie moderne et contemporaine. 
La lignée attribuée au cheikh Ishaaq par deux hagiologues arabes, et qui est couverte par Alessandro Gori dans Studi sulla letteratura agiografica islamica somala in lingua araba, est la suivante ;

Ash-Shaykh Ishaaq bin Ahmad bin Muhammad bin Husayn bin Ali bin Muhammad bin Hamza al-Muttahar bin Abdallah bin Ayyub bin Qasim bin Ahmad bin Ali bin Isa bin Yahya bin Muhammad al-Taqi bin Hasan al-Askari bin Ali al-Hadi bin Muhammad al-Jawad bin Ali al-Ridha bin Musa al-Kadhim bin Ja'far al-Sadiq bin Muhammad al-Baqir bin Ali Zayn al-Abidin bin Husayn bin Ali bin Abi Talib.

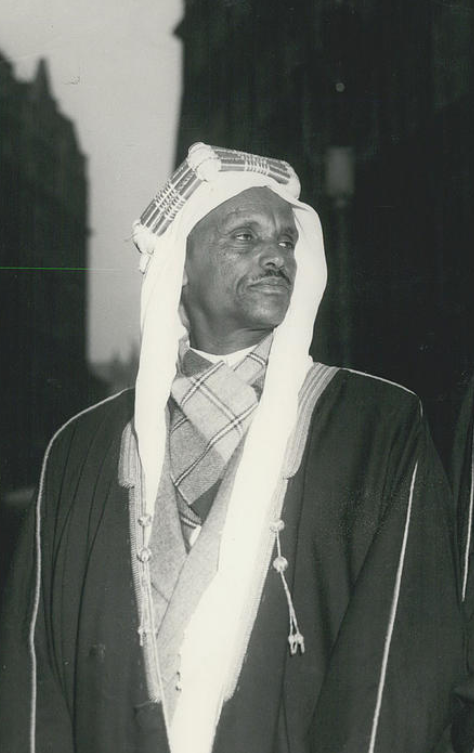
Sultan Abdurahman Deria des Habr Awal Isaaq à Londres 1955

Dans la famille de clans Isaaq, les clans composants sont divisés en deux divisions utérines, comme le montre la généalogie. La première division est entre ces lignées descendant des fils de Cheikh Ishaaq par une femme Harari; la Habar Xabuusheed, et celles descendant des fils de Cheikh Ishaaq par une femme somalienne du sous-clan Magaadle du Dir; le Habar Magaadle. La plupart des plus grands clans de la famille clanique sont en fait des alliances utérines d'où le matronyme «Habr» qui en somali archaïque signifie «mère». Ceci est illustré dans la structure de clan suivante.
A. Habr Magaadle
- Ismail (Garhajis)
- Ayub
- Muhammad (Arap)

b. Habr shariifo
- Abdirahman (Habr Awal)

c. Habr xabuusho
- Ahmed (Tol Je'lo)
- Muuse
- Ibrahiim (Sanbuur)
- Muhammad ('Ibraan)

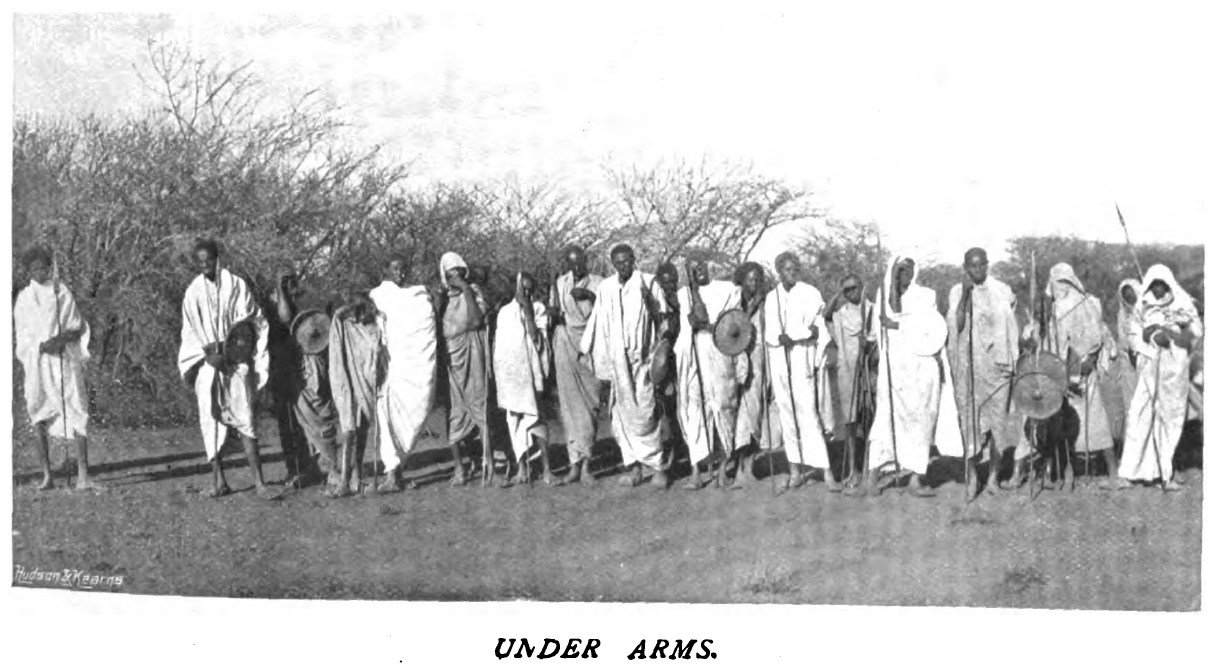
Guerriers du clan Habar Awal

Il existe un accord clair sur les structures du clan et du sous-clan qui n'a pas changé depuis longtemps. La plus ancienne généalogie enregistrée d'un Somalien dans la littérature occidentale était par Richard Burton au milieu du XIXe siècle concernant son hôte Isaaq (Habar Yoonis) et le gouverneur de Zeila, Sharmarke Ali Saleh 
- Isaaq
  - Habr Awal
    - Issa Musse
    - Sa'ad Musse

  - Garhajis
    - Habr Yunis
    - Eidagale

  - Arap
  - Ayub
  - Muuse
    - Muuse Abokor
    - Mohamed Abokor
    - Samane Abokor

  - Tol Je'lo
  - Sanbuur
  - Imraan

Une tradition soutient que Cheikh Ishaaq avait des fils jumeaux: Ahmed (Arap) et Ismail (Garhajis).

### Héritage
Selon les livres de généalogie et la tradition somalienne, le clan Isaaq fut fondé au XIIIe ou au XIVe siècle avec l'arrivée de Sheikh Ishaaq à Maydh. À son arrivée, il s'installe à Maydh, dans le nord-est du Somaliland d'aujourd'hui, où il va se marier dans le clan local.
De plus il existe de nombreuses hagiographies qui décrivent les voyages, le travail, sa vie dans le Somaliland moderne et déplacements dans l'Arabie avant son arrivée. Outre les sources historiques, une biographie récente de Sheikh Ishaaq est l' Amjaad de Sheikh Husseen bin Ahmed Darwiish al-Isaaqi as-Soomaali, qui a été imprimée à Aden en 1955.
Ses descendants vont plus tard formés deux puissants sultanats qui vont dominés les côtes nord de la corne de l’Afrique durant l'ère moderne: le sultanat Isaaq et le sultanat Habr Yunis. 
Dans le cadre des tentatives modernes d'« arabisation » de la généalogie des Isaaq, la lignée de Sheikh Isaaq a été retracée par les hagiologues jusqu'à Ali ibn Abi Talib, le cousin et gendre du prophète Mahomet.

### Tombeau
La tombe de Sheikh Ishaaq se trouve à Maydh et est le théâtre de fréquents pèlerinages. Le mawlid (anniversaire) de Sheikh Ishaaq est également célébré tous les jeudis avec une lecture publique de son manaaqib (un recueil d'actes glorieux). Son siyaara ou pèlerinage est effectué chaque année à la fois au Somaliland et au Moyen-Orient parmi les expatriés Isaaq. La tombe a été conservée par la famille de l'artiste somalien Abdullahi Qarshe. Murray dans son livre The Journal of the Royal Geographical Society note que de nombreux hommes des clans Isaaq occidentaux se rendraient à Maydh pour passer les dernières années de leur vie dans l'espoir d'être enterrés près de Sheikh Ishaaq. Le livre déclare:    
L'étranger est immédiatement frappé par l'ampleur du cimetière de Meyet, qui s'étend sur un bon mille dans chaque sens. L'attachement à la mémoire de leur ancêtre Isaakh incite pourtant de nombreux hommes âgés des tribus occidentales à passer la fin de leur vie à Meyet, afin que leurs tombes puissent être trouvées près de celle de leur chef, et cela expliquera la taille inhabituelle de ce cimetière. De nombreuses tombes ont des pierres tombales en madrépore, sur lesquelles est gravé en relief le nom du locataire ci-dessous, et parmi celles-ci, beaucoup se trouvent âgées de 250 ans.